# Alfredo Espinoza Mateus
Alfredo José Espinoza Mateus SDB (Guayaquil, 22 de abril de 1958) es un eclesiástico, pedagogo, profesor y teólogo católico ecuatoriano. Es el actual arzobispo de Quito y primado del Ecuador, desde abril de 2019; por lo que ostenta la primera dignidad eclesiástica del país. Fue obispo de Loja, entre 2013 a 2019.

## Biografía
Alfredo José nació el 22 de abril de 1958, en la ciudad ecuatoriana de Guayaquil. Segundo hijo de Alfredo Espinoza Herbas y de Consuelo Mateus Jijón. 
Realizó su formación primaria (1963-1969) y secundaria (1970-1976) en el Colegio Salesiano Cristóbal Colón de Guayaquil, donde obtuvo el título de Bachiller en Ciencias.
Estudió medicina en la Universidad Católica de Santiago de Guayaquil (1976-1977), pero descubrió su vocación religiosa y abandonó sus estudios universitarios para seguirla.
Tras realizar estudios de Filosofía y Pedagogía, en la Pontificia Universidad Católica del Ecuador (1979-1982), obtuvo la licenciatura en Ciencias de la educación, con especialización en Catequesis. Posteriormente, estudió en la Facultad de Teología (1985-1989), de la misma universidad. Cuenta con una maestría en Ciencias de la educación (2003-2004).

### Vida religiosa
Ingresó en la Congregación de los Salesianos. En 1977, inició su postulantado en Riobamba. Realizó su noviciado en Rionegro (Colombia), de 1978 a 1979. El pos-noviciado lo realizó en Quito, de 1979 a 1982.
Realizó su primera profesión de votos religiosos el 24 de enero de 1979, en Rionegro (Colombia), y la profesión solemne el 16 de agosto de 1984, en Guayaquil.
- Profesor (1982-1985), administrador y director de pastoral (1983-1985) del Colegio Salesiano Cristóbal Colón de Guayaquil.
- Profesor y administrador del Colegio Salesiano Santo Tomás Apóstol de Riobamba (1985).
- Profesor (1985-1989) y administrador (1985-1987) del Teologado Salesiano de Quito.
- Asesor nacional del Movimiento Juvenil Salesiano (1986-1988).

Fue ordenado diácono el 14 de mayo de 1988. Su ordenación sacerdotal fue el 17 de diciembre del mismo año, en Guayaquil, a manos del obispo Teodoro Arroyo Robelly SDB.
Como sacerdote desempeñó los siguientes ministerios:
- Vicerrector y director de pastoral del Colegio Salesiano San José de Manta (1989-1993).
- Administrador (1993-1999); rector y administrador (1994-1999); administrador de la comunidad salesiana y director de pastoral (1999-2003) del Colegio Salesiano Santo Tomás Apóstol de Riobamba.

Ejerció como editorialista del Diario La Prensa de Riobamba (desde 1999), y como presidente del STAR Club de Riobamba, Presidente de la Asociación de Básquet de Chimborazo.
También fue el primer vocal principal de la Federación Deportiva de Chimborazo, y se desempeñó como vicepresidente del Comité Organizador de los Juegos Deportivos Nacionales (2003).
- Director de pastoral del Colegio Técnico Salesiano de Quito (2003-2004).
- Rector (2004-2008) y director de la comunidad salesiana (2004-2007) del Colegio Salesiano Domingo Savio de Guayaquil.
- Administrador y director de la comunidad salesiana Cristóbal Colón de Guayaquil y coordinador de la Familia Salesiana (zona Manta-Guayaquil-Playas-Machala) (2007-2009).
- Regulador del Capítulo Inspectorial Salesiano del Ecuador (2006-2007).

En 2008 fue elegido delegado de los Salesianos del Ecuador, para participar en el XXVI Capítulo General de la de la congregación.
- Consejero Inspectorial de los Salesianos del Ecuador (2008-2013).
- Consejero de la asociación de damas salesianas de Guayaquil (2008-2009).

Entre 2008 y 2010, fue el coordinador nacional de la visita de la urna de San Juan Bosco al Ecuador.
- Delegado Inspectorial para los exalumnos salesianos del Ecuador; ecónomo Inspectorial de los Salesianos del Ecuador; director y ecónomo de la comunidad Salesiana de El Girón de Quito; miembro de la Comisión permanente del Consejo nacional de Educación Salesiana; miembro del directorio de las empresas salesianas de Comunicación social en el Ecuador; delegado del Consejo Inspectorial al consejo superior de la Universidad Politécnica Salesiana (UPS); miembro del Consejo económico de la UPS y coordinador de la Familia Salesiana de Quito (2009-2013).
- Presidente del Comité del año Centenario del Colegio Salesiano Cristóbal Colón (2010-2011).
- Director de la Consultora Don Bosco (2010-2013).
- Director del Fondo Vocacional Salesiano, a nivel de las regiones Interamerica y Cono Sur; coordinador de la Comisión preparatoria a la celebración del Bicentenario de nacimiento de San Juan Bosco y director de la Comunidad de la Casa Inspectorial (2011-2013).

## Episcopado

### Obispo de Loja

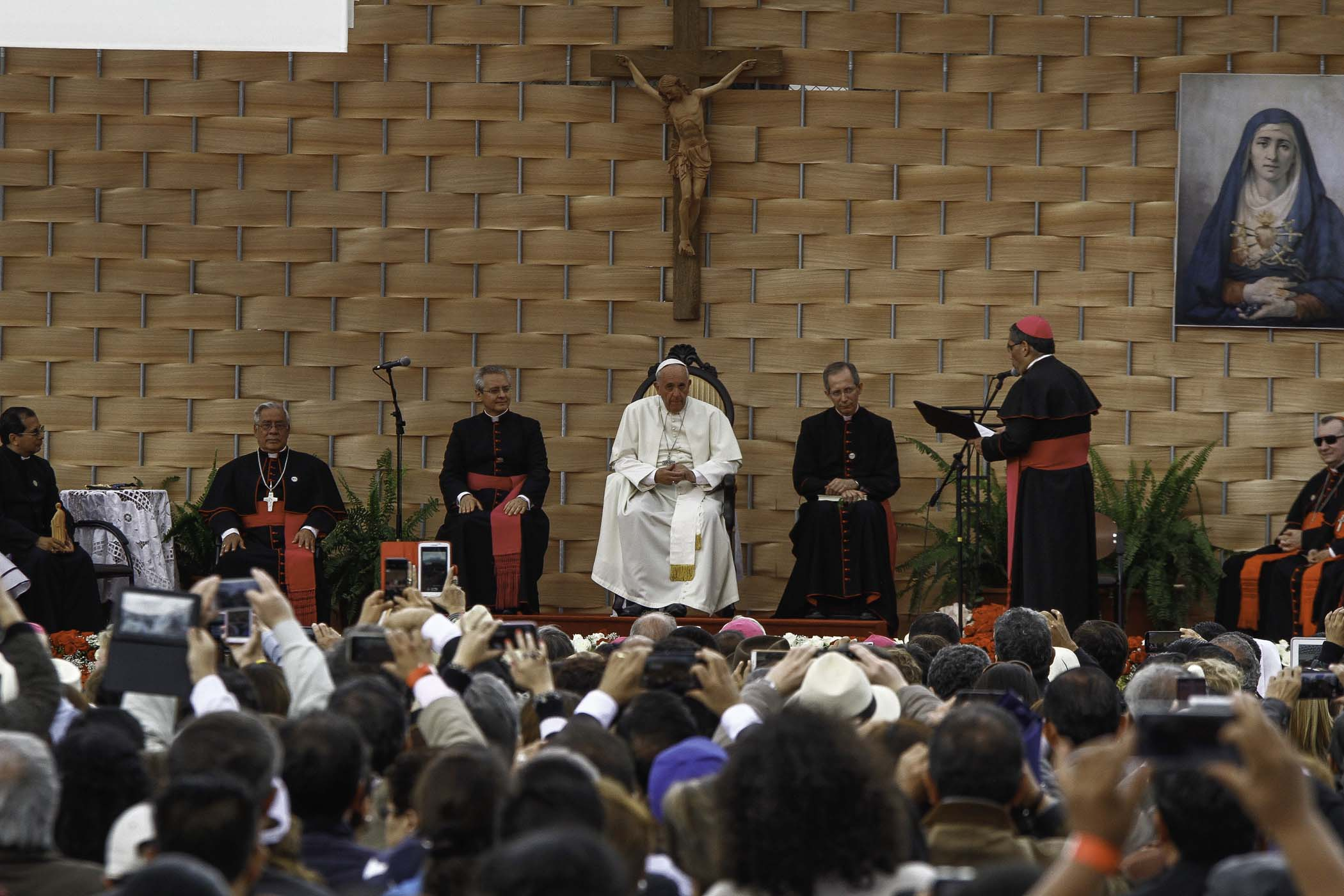
Espinoza dirigiendo un discurso al papa Francisco, durante su visita a Ecuador en 2015.

El 20 de diciembre de 2013, el papa Francisco lo nombró Obispo de Loja.
Además de su escudo, escogió como lema la frase "Faciam Vos Piscatores Hominum" (Math.4.19.) - (en latín).
Fue consagrado el 18 de enero de 2014, en la Catedral de Loja, a manos del arzobispo Giacomo Guido Ottonello. Tomó posesión canónica el mismo día de su ordenación.
- Presidente de la Comisión Episcopal de Educación y Cultura, en la Conferencia Episcopal Ecuatoriana (CEE) (2014-2017).[8]
- Miembro del Consejo Gubernativo de Bienes, en la CEE.

### Arzobispo de Quito

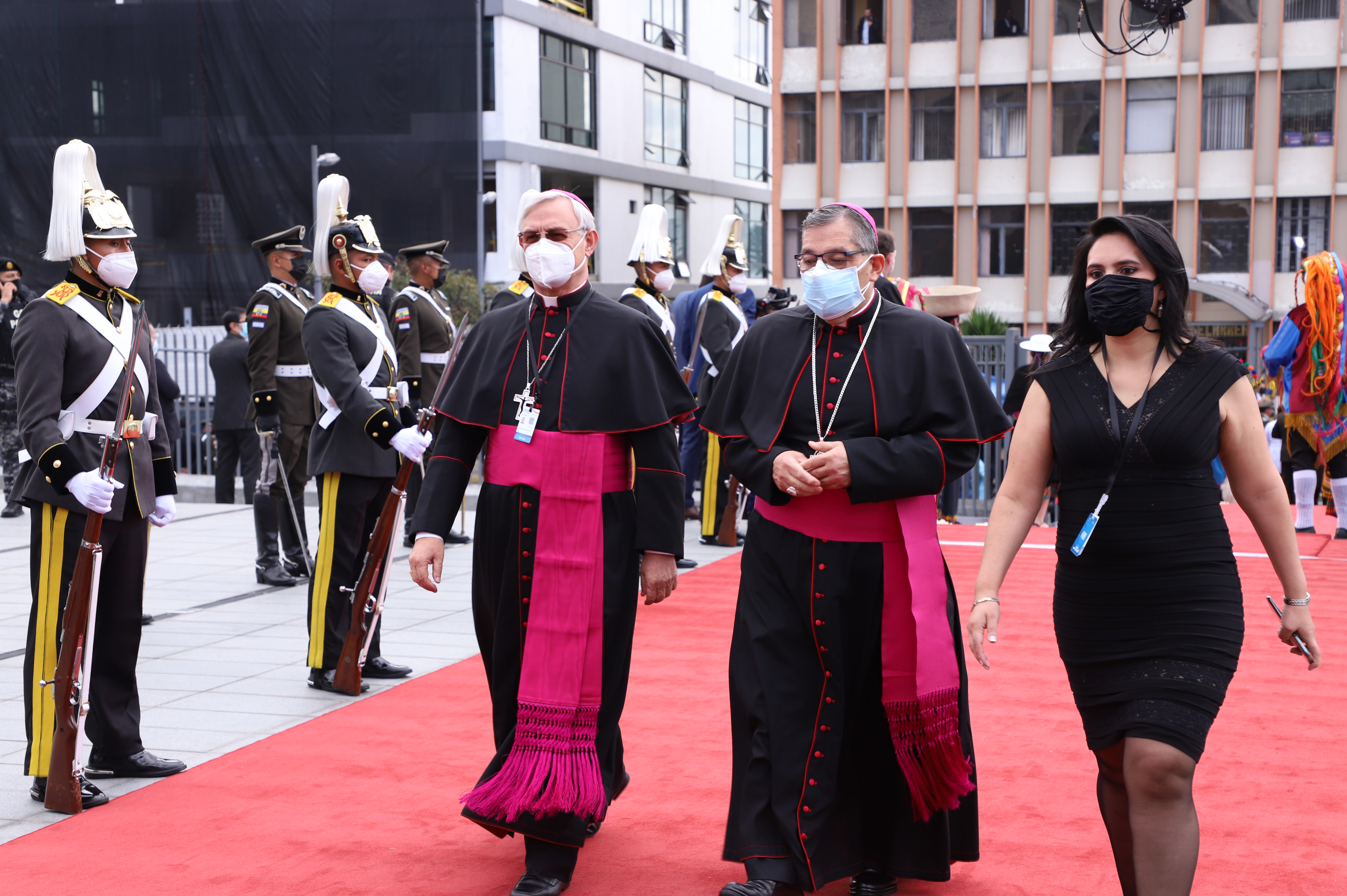
Espinoza junto a Andrés Carrascosa, previo a la investidura presidencial de Guillermo Lasso, el 24 de mayo de 2021.

El 5 de abril de 2019, el papa Francisco lo nombró arzobispo de Quito y Primado de Ecuador. Tomó posesión canónica el  2 de mayo del mismo año, durante una ceremonia en la Catedral Metropolitana de Quito.
El  29 de junio de 2019, en una ceremonia en la Basílica de San Pedro, recibió el palio arzobispal de manos del papa Francisco. El 20 de julio del mismo año, en una ceremonia en la Catedral de Quito, recibió la imposición del palio arzobispal de manos del nuncio apostólico, Andrés Carrascosa Coso.
- Vicepresidente de la CEE, desde 2020.[14]

## Escudos episcopales
|        |
| Obispo |

|           |
| Arzobispo |